# Ordem de Bogdan Khmelnitsky (União Soviética)
A Ordem de Bohdan Khmelnitsky (em russo:  Орден Богдана Хмельницкого, transl. Orden Bogdana Khmel'nitskogo, em ucraniano:  Орден Богдана Хмельницького, transl. Orden Bohdana Khmelʹnytsʹkoho) foi um prêmio soviético com o nome de Bohdan Khmelnytskyi (1595─1657), Hetman (líder) do Hetmanato Cossaco Ucraniano. O prêmio foi estabelecido em 10 de outubro de 1943, pelo Presidium do Soviete Supremo da URSS durante a Segunda Guerra Mundial. Foi o único prêmio do Exército Vermelho a ser escrito na língua ucraniana.

A ordem foi descontinuada após a dissolução da União Soviética. Um prêmio semelhante, a Ordem de Bohdan Khmelnytsky, foi iniciado em 3 de maio de 1995 pelo presidente ucraniano Leonid Kuchma para comemorar o 50º aniversário da vitória na Guerra Germano-Soviética.

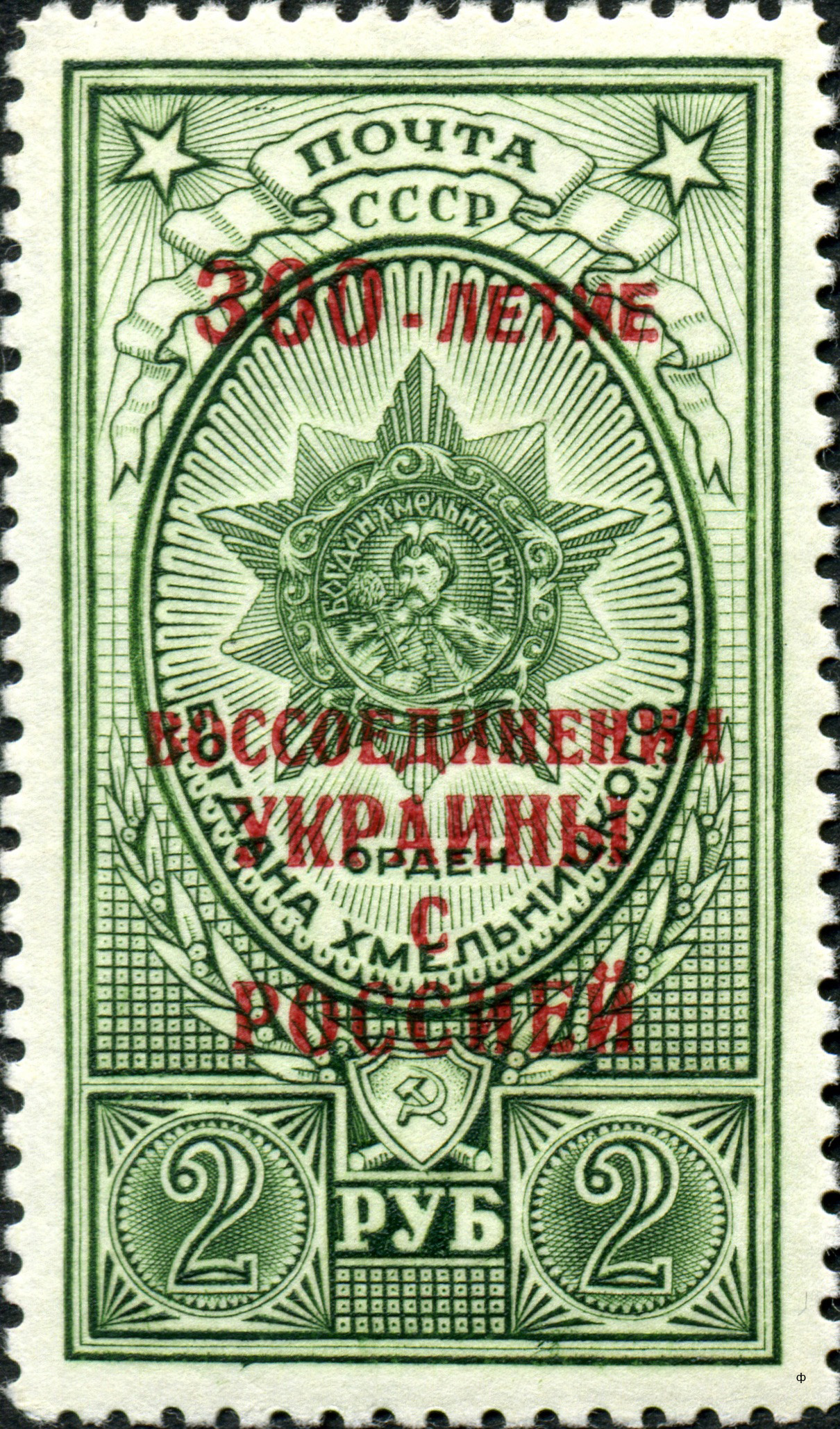
Selo de 1954 representando a Ordem de Bogdan Khmelnitsky; uma impressão sobreposta comemora o 300º aniversário do Acordo de Pereiaslav e da união russo-ucraniana.

## Estatuto
A Ordem de Bogdan Khmelnitsky foi instituída por decreto do Presidium do Soviete Supremo da URSS em 10 de outubro de 1943, estabelecendo as condecorações de 1ª, 2ª e 3ª classe. Posteriormente, esse decreto foi modificado pelo Presidium do Soviete Supremo em 26 de fevereiro de 1947.
A condecoração era concedida a comandantes e soldados do Exército Vermelho e da Marinha Soviética, além de líderes e integrantes de grupos guerrilheiros, por demonstrarem coragem, patriotismo e habilidades excepcionais em operações para derrotar o inimigo e libertar territórios soviéticos ocupados pelos alemães.
A premiação era realizada por decreto do Presidium do Soviete Supremo da URSS. A ordem possuía três classes, sendo a de 1ª classe a mais alta.
A Ordem de Bogdan Khmelnitsky de 1ª classe era concedida a comandantes de frentes, frotas, exércitos e flotilhas, seus substitutos, chefes de estado-maior, comandantes operacionais e chefes das forças de combate das frentes, exércitos e flotilhas, além de comandantes de grupos guerrilheiros, pelos seguintes feitos:
- Planejamento e execução de operações estratégicas bem-sucedidas que resultaram na libertação de regiões, cidades ou locais estratégicos, causando sérias perdas ao inimigo em tropas e equipamento;
- Liderança de operações guerrilheiras que levaram à destruição de quartéis-generais inimigos, captura de bases militares, eliminação de comboios e ações conjuntas com o Exército Vermelho para a libertação de grandes áreas do território soviético.

A Ordem de Bogdan Khmelnitsky de 2ª classe era concedida a comandantes de corpos, divisões, brigadas e regimentos, seus substitutos, chefes de estado-maior, líderes e vice-líderes de grupos guerrilheiros, pelos seguintes atos:
- Ruptura das linhas fortificadas inimigas, travessia bem-sucedida de barreiras aquáticas e incursões profundas em território inimigo, interrompendo suas comunicações e bases logísticas;
- Condução de operações guerrilheiras que resultaram na destruição de pontos de apoio inimigos, extermínio de guarnições alemãs, libertação de civis soviéticos que seriam deportados e sabotagem das linhas de transporte e comunicação do inimigo.

A Ordem de Bogdan Khmelnitsky de 3ª classe era concedida a soldados, sargentos e oficiais de nível até comandante de batalhão, além de guerrilheiros e comandantes de unidades de resistência, pelos seguintes méritos:
- Liderança corajosa de operações de combate que resultaram na derrota do inimigo e na captura de posições estratégicas;
- Inteligência e bravura demonstradas por comandantes guerrilheiros, garantindo o sucesso de ações ofensivas e causando grandes perdas ao inimigo;
- Iniciativa, determinação e persistência individuais no cumprimento de missões de combate, contribuindo para o êxito de operações militares.

A Ordem de Bogdan Khmelnitsky era usada no lado direito do peito. Caso o condecorado possuísse outras ordens soviéticas, as de 1ª e 2ª classe ficavam após a Ordem de Nakhimov da mesma classe, enquanto a de 3ª classe era posicionada depois da Ordem de Kutuzov de 3º grau.
Em 9 de fevereiro de 1944, foi promulgado um decreto que concedia ao comandante da artilharia do Exército Vermelho, aos comandantes da artilharia de frentes e às forças de defesa antiaérea oriental e ocidental o direito de conceder, em nome do Presidium do Soviete Supremo da URSS, a Ordem de Bogdan Khmelnitsky de 3º grau e as Ordens da Glória de 2º e 3º grau para oficiais, sargentos e soldados.

## Descrição
A Ordem de Bogdan Khmelnitsky foi a última condecoração militar terrestre instituída pela União Soviética durante a Segunda Guerra Mundial. Foi a única ordem soviética de comando cuja 3ª classe podia ser concedida a soldados rasos e guerrilheiros.
Essa também foi a única ordem da URSS com uma inscrição em outro idioma que não o russo, trazendo o nome de Bogdan Khmelnitsky escrito em ucraniano. A condecoração foi instituída durante a campanha de libertação da Ucrânia, por sugestão do então membro do Conselho Militar da 1ª Frente Ucraniana, o tenente-general Nikita Khrushchev.Entre os participantes da criação estavam o cineasta soviético Alexander Dovzhenko e o poeta Mykola Bazhan.
O concurso para o melhor design da ordem contou com a participação de 13 artistas. O modelo aprovado foi o do designer Nikolai Moskalev e do ilustrador Alexander Paschenko. O nome da condecoração e a inscrição em ucraniano indicavam sua ligação com a RSS da Ucrânia, embora isso não estivesse oficialmente especificado no estatuto. Na prática, a maioria dos agraciados lutou nas quatro Frentes Ucranianas. Entre os notáveis guerrilheiros condecorados estavam o major-general Sydir Kovpak, major-general Alexander Zaburov, tenente-coronel Zakhar Bogatyr e Fyodor Korotkov.
A primeira Ordem de Bogdan Khmelnitsky de 1ª classe foi concedida, por decreto do Presidium do Soviete Supremo da URSS de 26 de outubro de 1943, ao major-general Alexei Danilov, comandante do 12º Exército da 3ª Frente Ucraniana. Ao todo, 323 pessoas receberam a Ordem de Bogdan Khmelnitsky de 1ª classe. Alguns generais, como o tenente-general Viktor Baranov, tenente general Nikolai Borzov, coronel-general Ivan Bulychov, coronel general Filipp Zhmachenko, tenente general Nikolai Kalchenko e o tenente-general Sergey Morozov, receberam a honraria duas vezes.
A primeira Ordem de 2ª classe foi concedida no mesmo decreto ao major Boris Tarasenko, comandante de um batalhão de engenharia, por seu papel na travessia do rio Dnieper. No total, 2.390 condecorações dessa classe foram entregues. Alguns militares, como os coronel-general Vasily Bisyarin, major-general Georgy Kurnosov, major-general Ivan Ladygin, major-general Dmitry Morozov, tenente-general Ivan Nikolaev e o major-general Anatoly Novak, além dos coronéis Leonid Gudkov, Vasily Zhidkov, Pavel Zorkin, Pavel Kuznetsov e Mikhail Sazhin, foram agraciados duas vezes.
A primeira Ordem de 3ª classe foi concedida em 28 de outubro de 1943 ao tenente sênior Timofey Rybin, vice-comandante de um batalhão. No total, 5.738 condecorações dessa classe foram entregues, sendo a maioria a soldados do Exército Vermelho que serviram nas Frentes Ucranianas ou a guerrilheiros ucranianos. Apesar da grande quantidade de condecorações, nenhum militar recebeu todas as três classes da ordem.
A medalha de 1ª classe foi concedida a comandantes do Exército Vermelho e da Frente de Batalha por operações bem-sucedidas que levaram à libertação de regiões estratégicas e à infligência de grandes baixas ao inimigo.
A medalha de 2ª classe era destinada a comandantes de corpos, divisões, brigadas ou batalhões que romperam linhas defensivas inimigas ou executaram incursões profundas na retaguarda adversária.
A medalha de 3ª classe foi concedida a oficiais subalternos, comandantes guerrilheiros, sargentos e soldados rasos do Exército Vermelho e das unidades de resistência por bravura excepcional e liderança em combate.
De acordo com os Arquivos Centrais do Ministério da Defesa da Federação Russa, em novembro de 2014, 876 condecorações concedidas não foram entregues. A ordem nunca teve uma versão em bloco suspenso, sendo sempre fabricada com um pino de fixação.
Oito pessoas foram condecoradas duas vezes com a Ordem de Bogdan Khmelnytsky.
A Ordem foi descontinuada após a dissolução da União Soviética. Em 1995 a Ucrânia estabeleceu uma nova Ordem de Bohdan Khmelnytsky para comemorar o 50º aniversário do fim da Segunda Guerra Mundial. Embora tenha o mesmo nome, é uma medalha diferente.
| Primeira classe | Segunda classe | Terceira classe |
| --------------- | -------------- | --------------- |
|                 |                |                 |

## Fatos
- O tenente-general do serviço médico Ivan Klyuss foi o único profissional da área médica a receber duas condecorações da Ordem de Bogdan Khmelnitsky, sendo agraciado com a 1ª e a 2ª classe.
- O suboficial Pavel Dubinda foi o único Herói da União Soviética e detentor pleno da Ordem da Glória que também recebeu a Ordem de Bogdan Khmelnitsky de 3ª classe.
- O soldado raso Mulkay Avelov foi condecorado com a Ordem de Bogdan Khmelnitsky de 3ª classe, apesar de ter sido inicialmente recomendado por seu comandante no 902º Regimento de Infantaria para a Ordem da Estrela Vermelha.[6]